# Уди (река)
Уди (укр. Уда) је река у Белгородској области Русије и Харковској области Украјине, десна притока Северског Доњеца. 

## Порекло имена
Име Уди потиче из касног средњег века. Пре тога, у Кијевској Русији, река се звала Донец, као и древни руски град који се налазио на њеним обалама.  

## Опис
Река Уди Извире северно од села Бесоновка у области Белгород у Русији, а улива се у Северски Доњец, 825 км пре његовог ушћа у реку Дон. Дужина тока реке Уди је 164 км, што представља дужину од рибњака изнад Бесоновке до ушћа. Укупна ужина реке, са сушним делом у горњем току, је до 180 км. Сливно подручје захвата 3.894 км². Кроз Украјину Уди протиче у дужини од 127 км, а сливно подручје је 3.460 км².

### Притоке
Река има велики број притока, међу којима су највеће: 
- Лопањ - дужина 96 км, подручје слива 2.000 км², у коју се уливају:
  - Харков - дужина 71 км, сливно подручје 1.160 км²,
  - Рогозјанка - дужина 25 км, сливно подручје 164 км²,
  - Роганка - дужина 31 км, сливно подручје 189 км²,
  - Студенок - дужина 15 км, сливно подручје 80 км².

### Насеља дуж реке
На реци се налазе градови Золочев и Харков (река тече по ободу града), села Уди, Безљудовка, Бороваја и многа друга, као и старо руско Доњецко утврђење. 
Харков је највећи град на току реке Уди, други по величини и један од најзначајнијих економских, културних, и образовних центара у Украјини. Налази се у североисточном делу државе и лежи на делти река Харков, Лопањ, и Уди, које се ту уливају у северни ток реке Доњец. На подручју Харкова преовлаава умерено континентална клима, са ветровитим и снежним зимама, и топлим и пријатним летима.

## Хидролошке карактеристике реке
Речно корито је благо вијугаво, са ширином од 6 до 8 м, на појединим деоницама и 20–35 м. Дубина је од 0,1–0,8 м, а понегде досеже и 1,0 м. У средњем и доњем току водоток се понекад дели на рукавце. Дно реке је углавном чврсто, формирано од песка, а  понекад и од блата. Обале су високе од 0,2 до 1,5 м, на неким местима стрме, сачињене од песковите или чисте иловаче.
Брзина протока воде на 42 км од ушћа је 8,63 м³/с. Нагиб реке је 0,64 м/км. У летњим месецима (током 3-4 месеца) горњи ток често пресуши.

## Хидролошки подаци
Систематска хидролошка осматрања у сливу реке Уди вршена су у различито време, на хидролошким станицама Хидрометеоролошке службе. 
Хидролошки положаји у сливу реке Уди:
| Бр. П/стр | Река       | Место                    | Период посматрања | Модул протока, л/с * км² |
| --------- | ---------- | ------------------------ | ----------------- | ------------------------ |
| 1         | Уди        | град Золочев             | 1954-1964         | 2.96                     |
| 2         | Уди        | град Пересечное          | 1967-2009         | 3.25                     |
| 3         | Уди        | град Бабаи               | 1929-1935         | 2.61                     |
| 4         | Уди        | град Безљудовка          | 1958-2009         | 5.16                     |
| 5         | Рогозјанка | село Велелика Рогозјанка | 1953-1965         | 3.09                     |
| 6         | Лопањ      | село Каззачки Лопањ      | 1956-2009         | 3.39                     |
| 7         | Харков     | село Циркуњи             | 1963-2009         | 3.01                     |
| 8         | Харков     | насеље Велика Даниловка  | 1946-1961         | 2.74                     |

Такође, у Институту за пројектовање и истраживање „Харківдіпроводгосп”, у периоду од 1991. до 1995. године извршена је сертификација малих река; приликом састављања речних података израчунати су хидролошки параметри, укључујући модул протока. 
Хидролошки параметри слива реке Уди:
| Бр. П/стр | Река           | Модул протока л/с * км² | Запремина одвода 50% | Запремина одвода 75% | Запремина одвода 95% | Унос воде милион м³ | Испуштање воде милион м³ |
| --------- | -------------- | ----------------------- | -------------------- | -------------------- | -------------------- | ------------------- | ------------------------ |
| 1         | Уди            | 4.41                    | 483                  | 382                  | 279                  | 72.1                | 244.4                    |
| 2         | Рогозјанка     | 3.00                    | 15.0                 | 11.0                 | 6.65                 | -                   | -                        |
| 3         | Криворотовка   | 1.85                    | 6.38                 | 3.74                 | 1.63                 | -                   | -                        |
| 4         | Љуботинка      | 1.80                    | 1.97                 | 1.26                 | 0,60                 | -                   | -                        |
| 5         | Лопањ          | 1.93                    | 84.1                 | 60.5                 | 35.6                 | 2.23                | 173.4                    |
| 6         | Лозовенка      | 1.40                    | 2.71                 | 0,24                 | 0.16                 | -                   | 0,002                    |
| 7         | Харков         | 3.03                    | 102                  | 74,4                 | 44.5                 | 0,28                | 0.172                    |
| 8         | Липец          | 2.90                    | 21.8                 | 15,5                 | 8,99                 | -                   | -                        |
| 9         | Муром          | 2.95                    | 19.8                 | 14.1                 | 8.18                 | -                   | -                        |
| 10        | Вјали          | 3.30                    | 6.24                 | 4.46                 | 2,58                 | -                   | -                        |
| 11        | Њемишља        | 3.30                    | 7.10                 | 5.07                 | 2.93                 | -                   | 0,076                    |
| 12        | Студенок (врх) | 3.10                    | 4.64                 | 2.94                 | 1.38                 | -                   | -                        |
| 13        | Роганка        | 2.05                    | 4.64                 | 3.17                 | 2.80                 | -                   | 0,42                     |

- Река Уди

## Географске и историјске чињенице
- У граду Харкову се спајају три прилично велике реке - Харков, Лопањ и Уди. При томе се река која има већи проток увек прелива у мању. Река Харков, која скупља воду са 1.160 км², улива се у реку Лопањ која има површину слива од 840 км². Убрзо се обе реке, са сливном површином од 2.000 км², уливају у реку Уди, која до тада сакупља воду са свега 1.100 км².[1] То се јасно види на сателиттском снимку - широки Лопањ улива се у ужи Уди.
- Долина реке Уди је густо насељена још од другог миленијума пре нове ере. На обалама реке постоје бројне древне археолошке локације.
- Од Григоровке до ушћа, од прилике 100 км дуж реке, постоји непрекидна агломерација насеља која се практично преливају једна у другу: градови древни Доњецк и савремени Харков, 14 градских насеља и многа села[2].
- Према „Топографском опису Харковског намесништва” из 1785. године, Уди је најдужа од 33 реке Харковског округа (97 врста протиче кроз његову територију).
- У Кијевској Русији, река Уди се звала Донец. Истовремено, данашњи Донец, односно Северни Доњец тада се звао Дон.